# المسجد المركزي بألماتي
المسجد المركزي بألماتي (بالكازاخية: Алматы орталық мешіті)، هو مسجد يقع في ألماتي، بكازاخستان.

## هندسة معمارية
صمّم المسجد سلطان كابييفيتش بايماغامبتوف ليستوعب 7000 مصل. يبلغ قطر قبته الزرقاء 20 مترا وارتفاعها 36 مترا. أعلى مئذنة من المآذن الخمس يبلغ ارتفاعها 47 مترا.

## صور

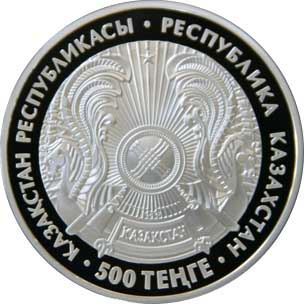
قطع نقدية تحمل صورة المسجد.
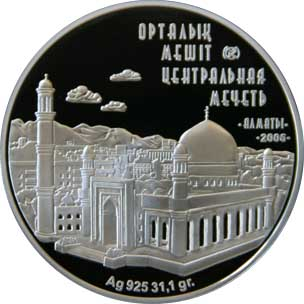
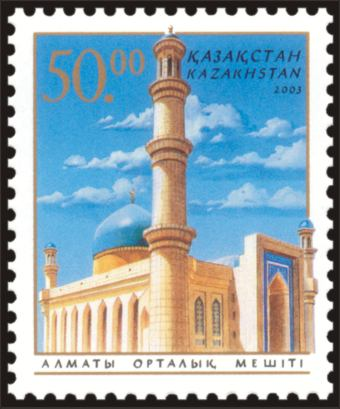
طابع بريدي (2009).